# Хуліо Сесар Енсісо
Хуліо Сесар Енсісо (ісп. Julio César Enciso, нар. 5 серпня 1974, Кап'ята) — парагвайський футболіст, що грав на позиції півзахисника. Один з найкращих півзахисників Південної Америки 1990-х і початку 2000-х років.
Виступав, зокрема, за клуб «Інтернасьйонал», а також національну збірну Парагваю. Учасник чемпіонату світу 1998 року та трьох Кубків Америки.

## Клубна кар'єра
У дорослому футболі дебютував 1994 року виступами за команду клубу «Серро Портеньйо», в якій провів два сезони, взявши участь у 69 матчах чемпіонату. У своєму дебютному сезоні виграв чемпіонат Парагваю.
Своєю грою за цю команду привернув увагу представників тренерського штабу бразильського клубу «Інтернасьйонал», до складу якого приєднався 1996 року. Відіграв за команду з Порту-Алегрі наступні п'ять сезонів своєї ігрової кар'єри. Більшість часу, проведеного у складі «Інтернасьйонала», був основним гравцем команди, хоча великих титулів, за винятком перемоги в Лізі Гаушу 1997 року, не здобув.
З 2001 по 2005 рік виступав за асунсьйонську «Олімпію», у складі якої він виграв Кубок Лібертадорес 2002 року, а потім і 
Рекопу Південної Америки 2003 року. 
Завершив професійну ігрову кар'єру у клубі «12 жовтня», за який виступав протягом 2006—2008 років.

## Виступи за збірну
1995 року дебютував в офіційних матчах у складі національної збірної Парагваю і тривалий час був одним з лідерів своєї збірної. 
У її складі він тричі брав участь у Кубку Америки — (1995 року в Уругваї, 1999 року у Парагваї та 2001 року у Колумбії), а також у чемпіонаті світу 1998 року у Франції, де парагвайці дійшли до 1/8 фіналу. 
У 2004 році Енсісо був включений в олімпійську збірну як один з трьох гравців віком за 23 роки на футбольний турнір Олімпійських ігор. Парагвайська команда дійшла до фіналу змагань, де поступилася Аргентині. 
Протягом кар'єри у національній команді, яка тривала 10 років, провів у формі головної команди країни 70 матчів, забивши 2 голи.

## Титули і досягнення
- Чемпіон Парагваю (1): 1994
- Переможець Ліги Гаушу (1): 1997
- Володар Кубка Лібертадорес (1): 2002
- Володар Рекопи Південної Америки (1): 2003
- Срібний призер Олімпійських ігор (1): 2004